# Ким Рян Хи
Ким Рян Хи  (кор. 김량희; англ. Kim Ryang-Hee, род. в Тэгу, провинция Кёнсан-Пукто) — корейская шорт-трекистка. Участница Олимпийских игр 1994 года, бронзовый призёр в абсолютном зачёте чемпионата мира 1994 года. Чемпионка мира 1992 года в команде.

## Спортивная карьера
Ким Рян Хи в декабре 1991 года на олимпийском отборе заняла 2-е место на дистанции 3000 м. Она попала в состав национальной сборной в 1992 году, когда училась в средней школе для девочек Чонхва в Тэгу и в апреле на командном чемпионате мира в Минамимаки выиграла золотую медаль вместе с Чон Ли Гён, Ким Со Хи и Ли Юн Сук., через неделю участвовала на чемпионате мира в Денвере и заняла 4-е место в общем зачёте. 
На мировом первенстве в Пекине участвовала в эстафете, где заняла третье место. В общем зачёте Ким заняла 12-е место. На следующий год на Олимпийских играх в Лиллехаммере Ким была запасной в эстафетной команде, которая выиграла золото Олимпиады, позже взяла серебро на командном чемпионате мира в Кембридже и бронзу чемпионата мира в Гилфорде в многоборье.
Она поступила в Корейский Университет физического воспитания и в 2003 году на зимних Национальных играх выиграла две золотые медали. После выступала на зимних играх за команду мэрия Аньяна.